# 7552 Сефтон
7552 Сефтон (7552 Sephton) — астероїд головного поясу, відкритий 2 березня 1981 року.
Тіссеранів параметр щодо Юпітера — 3,433.